# Joseph Marceau dit Petit-Jacques
Joseph Marceau dit Petit-Jacques, né le 24 janvier 1806 à L'Acadie (Québec) et mort en 1883 à Dapto (NSW, Australie), est particulièrement connu pour avoir participé activement à la rébellion des Patriotes de 1837-1838 dans le Bas-Canada (actuelle province de Québec au Canada), pour avoir été condamné à l'exil en Australie et pour être le seul de 58 Patriotes ayant reçu cette peine à être resté en Australie malgré le pardon accordé aux exilés,.

## Biographie
Son ancêtre qui a quitté la France pour la Nouvelle-France est François Marceau (ou Mercereau), né en 1641 à Thiré dans le diocèse de Luçon et décédé en 1686 à L'Île-d'Orléans (près de la ville de Québec au Canada). On ne sait pas sur quel navire ni à quelle date François Marceau a quitté la France mais il est certain qu'il est arrivé en Nouvelle-France en 1666 ou avant (la première trace écrite le concernant en Nouvelle-France date de 1666). Il se marie en 1671 dans l'église Sainte-Famille de l'Île-d'Orléans, Québec avec Marie Louise Bolper (1651-1728) .
Quatre générations de Marceau séparent cet ancêtre de Joseph : Jacques (1672-1721), Jacques (1701-1770), Pierre-Joseph (1736-1814) et Jacques (1770-1853).
Les parents de Joseph Marceau dit Petit-Jacques sont Jacques Marceau (1770-1853), cordonnier, et Marguerite-Archange Bourgeois (1777-1850). Il est le sixième enfant d'une famille de douze dont trois décèdent en bas âge. Il est né le 24 janvier 1806 à L'Acadie (Saint-Jean-sur-Richelieu, Québec). Il est baptisé le même jour dans l'église Sainte-Marguerite-de-Blairfindie à L'Acadie.
Il se marie le 5 octobre 1830 dans la même église avec Emmelie Piedalu (1815-1839). Il est cultivateur et tisserand. Le couple a quatre enfants.
Joseph Marceau dit Petit-Jacques épouse la cause des Patriotes dès 1834. Il soutient les programmes de Louis-Joseph Papineau et appuie les 92 résolutions. Il est membre de l'Association des Frères-chasseurs.
À la tête d'un groupe de cinquante Patriotes, Joseph Marceau dit-Petit-Jacques prend part aux rébellions des Patriotes à Napierville, du 3 au 9 novembre 1838. Après la bataille d'Odelltown (Lacolle au Québec), il est arrêté et emprisonné le 22 novembre 1838.
Il comparaît en cour martiale du 24 décembre au 2 janvier 1839. Il est condamné à mort pour haute trahison, mais sa sentence est commuée en déportation vers l'Australie. Il est exilé avec 57 autres Patriotes.
Avec 83 prisonniers politiques du Haut-Canada (surtout d'origine américaine), les 58 Patriotes condamnés à l'exil embarquent sur le brick H.M.S. Buffalo qui largue les amarres le 25 septembre 1839 du port de Québec. Après une très pénible et longue traversée, les prisonniers politiques du Haut-Canada sont débarqués le 16 février 1840 à Hobart (Tasmanie) et les Patriotes prisonniers sont débarqués le 25 février 1840 à Sydney.
Joseph Marceau dit Petit-Jacques, doit s'installer comme ses compagnons à Longbottom.
Il apprend le décès de son épouse qui a eu lieu le 23 mai 1839 à L'Acadie, Bas-Canada (Québec). Elle est inhumée deux jours plus tard dans la paroisse Sainte-Marguerite de Blairfindie à L'Acadie.
En juin 1844, tous les condamnés à l'exil reçoivent un pardon. Tous, à l'exception de Joseph Marceau, rentrent les uns après les autres au Canada.
Joseph Marceau dit Petit-Jacques reste en Australie. Veuf, il épouse en secondes noces Marie Catherine Barett, (1825-1909). Le mariage est célébré le 9 octobre 1844 à Wollongong en Nouvelle-Galles du Sud. Le couple a onze enfants et est ainsi à l'origine d'une nombreuse descendance en terre australe,.